# Hyperschnellläufer
Hyperschnellläufer (englisch hypervelocity stars; kurz HVS) sind Sterne, die sich mit 300 bis 1000 km/s (d. h. ein bis drei Promille der Lichtgeschwindigkeit) schnell genug bewegen, um das gravitative Feld der Milchstraße zu verlassen; sie sind damit noch schneller als normale Schnellläufer, deren Bewegungsenergie nicht ausreicht, um die Heimatgalaxie zu verlassen.
Bei Hyperschnellläufern handelt sich überwiegend um Hauptreihensterne des Spektraltyps B mit Oberflächentemperaturen um 12.000 Kelvin und Massen zwischen drei und acht Sonnenmassen. Es gibt verschiedene Hypothesen, woher die erforderlichen Bewegungsenergien stammen könnten.

## Eigenschaften
Während es eine Anzahl an B-Sternen gibt, die zu den Hyperschnellläufern gerechnet werden, scheint es keine Hyperschnellläufer mit einem späteren Spektraltyp zu geben. Hyperschnellläufer werden überwiegend im galaktischen Halo gefunden. Der Ursprung der galaktischen Hyperschnellläufer scheint im Zentrum der Milchstraße zu liegen, da die Bewegungsrichtung stets von dort weggerichtet ist. Die Geschwindigkeit der HVS-Sterne in Sonnennähe liegt im Bereich von 300 bis 700 km/s, wobei die Werte in erster Näherung gleichverteilt sind. Dies entspricht einer Ursprungsgeschwindigkeit von 700 bis 1000 km/s in der Nähe des Galaktischen Zentrums.

## Ursprung
Die geläufigste Theorie ist, dass Hyperschnellläufer beim Auseinanderbrechen eines Doppelsternsystems bei einer Begegnung mit dem zentralen Schwarzen Loch im Inneren der Milchstraße beschleunigt werden.
Dies kann aber nicht für alle Hyperschnellläufer gelten, da die Lebensdauer einiger Sterne zu gering ist, um selbst mit diesen Geschwindigkeiten aus dem galaktischen Zentrum an ihren jetzigen Ort zu gelangen. Des Weiteren gibt es um einen Faktor 100 zu viele Hyperschnellläufer in der Milchstraße, wenn das Auseinanderbrechen von Doppelsternen in der Nähe des zentralen schwarzen Loches der einzige Ursprung wäre. Als drittes wäre der mögliche Gewinn an kinetischer Energie viel zu gering, um die Flucht eines der Sterne aus einem nahen Orbit um das Schwarze Loch im Zentrum der Milchstraße zu ermöglichen. Das Doppelsternsystem müsste aus extrem großem Abstand nahezu direkt auf das zentrale Schwarze Loch zufallen und die Sterne im Doppelsternsystem müssten sich gegenseitig fast berühren, wofür die Wahrscheinlichkeit äußerst gering ist.
Alternative Hypothesen sind:
- Unsymmetrische Supernovaexplosionen in Doppelsternsystemen:
Diese werden auch für normale Schnellläufer diskutiert. Dass viele Hyperschnellläufer aus Richtung des galaktischen Zentrums zu kommen scheinen, ließe sich dadurch erklären, dass dort die Sternendichte und damit auch die Anzahl der durch Supernovaexplosionen entstehenden Schnellläufer höher ist als in den Außenbereichen der galaktischen Scheibe.
- Ein zweites schwarzes Loch in der Nähe des galaktischen Zentrums:
Das würde zwar die Ursprungsquelle verständlich machen, aber dann sollten noch höhere Entweichgeschwindigkeiten beobachtet werden.
- Aktivität des galaktischen Kerns:
Diese führt zu Jetbildung auch im Zentrum der Milchstraße, welches momentan im Ruhemodus ist. Trifft der Jet auf Gas, führt dies zu einer Verdichtung mit nachfolgender Sternentstehung und einer Beschleunigung der Molekülwolke im Laufe von 10 Millionen Jahren auf Entweichgeschwindigkeiten. Die höchsten Endgeschwindigkeiten sind dann wieder die Folge eines Auseinanderbrechens eines Doppelsternsystems durch eine Supernovaexplosion. Da die Sterne gleich bei ihrer Entstehung aus dem Zentrum herausbeschleunigt werden, könnten auch kurzlebige Hauptreihenstern der Spektralklasse O sich so weit vom galaktischen Zentrum entfernen.
- Die Wechselwirkung zwischen einem Schwarzen Loch mit weniger als 20 Sonnenmassen und einem Doppelsternsystem[4]
- Der sich mit hoher Geschwindigkeit durch die Galaxie bewegende B-Stern könnte auch ein blauer Unterzwerg sein. Im einfach-entarteten Szenario für thermonukleare Supernovae transferiert ein Hauptreihenstern Masse auf einen Weißen Zwerg, der daraufhin den gravitativen Kollaps nicht mehr verhindern kann. Bei der Supernovaexplosion wird der Weiße Zwerg vollständig zerstört, und der ehemalige Begleiter entwickelt sich durch den Impakt der Explosion zu einem Blauen Unterzwerg.[5]
- Einen Teil der Hyperschnellläufer könnte die Gezeitenwirkung auf Zwerggalaxien in der Nähe des zentralen schwarzen Lochs erzeugen, die wie bei der Sagittarius-Zwerggalaxie zu einer Auflösung der Zwerggalaxie führen kann.[6]

## Bekannte Hyperschnellläufer
- HVS 1: SDSS J090745.0+024507
- HVS 2: SDSS J093320.86+441705.4, auch: US 708, Supernova eines Doppelsternpartners
- HVS 3: HE 0437-5439, Blauer Riese, V=715 km/s, Begegnung mit dem Galaktischen Zentrum vor etwa 100 mya
- HVS 4: SDSS J091301.00+305120.0, auch: USNO-A2.0 1200-06254578, Sternbild Krebs, V=603 km/s, Begegnung mit Galaktischem Zentrum 130 mya
- HVS 5: SDSS J091759.42+672238.7
- HVS 6: SDSS J110557.45+093439.5
- HVS 7: SDSS J113312.12+010824.9
- HVS 8: SDSS J094214.04+200322.1
- HVS 9: SDSS J102137.08-005234.8
- HVS 10: SDSS J120337.85+180250.4

2020 haben Astronomen um Li Yinbi (李银碧) von den Nationalen Astronomischen Observatorien der Chinesischen Akademie der Wissenschaften in Peking unter Mitarbeit von Wissenschaftlern des Max-Planck-Instituts für Astronomie, der Europäischen Südsternwarte und dem Institut für Statistische Mathematik in Tokio 591 neue Schnellläufer identifiziert, von denen 43 eines Tages das gravitative Feld der Milchstraße verlassen und in den intergalaktischen Raum fliegen könnten, also echte Hyperschnellläufer sind. Hierfür hatten sie Daten des LAMOST-Teleskops in China und der Gaia-Raumsonde zu insgesamt zehn Millionen Sternen ausgewertet.

## HD 271791
Bei HD 271791 hat man durch Beobachtung der Flugbahn herausgefunden, dass dieser Stern nie in die Nähe des Zentrums der Milchstraße gekommen sein kann. Es ist wahrscheinlich, dass er durch das Zusammentreffen der Milchstraße mit einer anderen, kleineren Galaxie vor 150 Millionen Jahren diese hohe Geschwindigkeit erlangt hat. Außerdem weicht HD 271791 von der normalen chemischen Zusammensetzung von Sternen ab; er besitzt beispielsweise Silizium.